# Castellón (pokrajina)
Castellón (valencijski: Castelló) je španjolska provincija na sjevenom dijelu autonomne zajednice Valencijska Zajednica.
U pokrajini živi 587.508 stanovnika (1. siječnja 2014.), a prostire se na 6.632 km2. Službeni jezici su španjolski i valencijsko narječje.
Središte pokrajine je Castellón de la Plana, a ostali veći gradovi pokrajine su Vila-real (španjoski: Villarreal), Burriana i Vinaròs.

## Vanjske poveznice
- Službene stranice